# رضا طهماسب
رضا طهماسب (ترکی آذربایجانی: Rza Təhmasib; ۸ آوریل ۱۸۹۴ – ۱۴ فوریهٔ ۱۹۸۰) بازیگر و کارگردان فیلم اهل امپراتوری روسیه (آذربایجان شوروی) بود.
وی همچنین برندهٔ جوایزی همچون نشان برجسته افتخار شده‌است.